# ドバイワールドカップカーニバル
ドバイワールドカップカーニバル（Dubai World Cup Carnival）は、毎年1月から3月までアラブ首長国連邦を構成する首長国の1国、ドバイにあるメイダン競馬場でエミレーツ・レーシング・オーソリティー（Emirates Racing Authority）とドバイレーシングクラブ（Dubai Racing Club）が共同主催する競馬開催のことである。

## 概要
1996年に同国の国防大臣で世界有数のオーナーブリーダーであるシェイク・モハメドがドバイワールドカップを創設する。
2000年に国際招待レースデーとしてプレップレースを整備しドバイワールドカップカーニバルとして開催。
その後は世界的なイベントとしてショー化が進み、著名な歌手や有名人がゲストとして招かれてライヴパフォーマンスなどを行うのも定例になっている。
2023年/2024年シーズンからはドバイレーシングカーニバルの名称として開催されることになった。

## シリーズ期間の主な競走
- 2024年度実施[2]
- ドバイワールドカップミーティング対象レースは省略

| 競走名                          | 格    | 出走条件                                                | 施行コース  | 総賞金額  |
| ------------------------------- | ----- | ------------------------------------------------------- | ----------- | --------- |
| マクトゥームマイル              | G2    | サラブレッド北半球産4歳以上 サラブレッド南半球産3歳以上 | ダート1600m | 25万ドル  |
| シングスピールステークス        | G2    | サラブレッド北半球産4歳以上 サラブレッド南半球産3歳以上 | 芝1800m     | 18万ドル  |
| ドバウィステークス              | G3    | サラブレッド北半球産4歳以上 サラブレッド南半球産3歳以上 | ダート1200m | 15万ドル  |
| アルファヒジフォート            | G2    | サラブレッド北半球産4歳以上 サラブレッド南半球産3歳以上 | 芝1400m     | 18万ドル  |
| アルラシディーヤ                | G2    | サラブレッド北半球産4歳以上 サラブレッド南半球産3歳以上 | 芝1800m     | 18万ドル  |
| ケープヴェルディステークス      | G2    | サラブレッド3歳上牝馬                                   | 芝1600m     | 18万ドル  |
| UAE2000ギニートライアル         | L     | サラブレッド3歳                                         | ダート1400m | 6万ドル   |
| アルシンダガスプリント          | G3    | サラブレッド北半球産4歳以上 サラブレッド南半球産3歳以上 | ダート1200m | 15万ドル  |
| マクトゥームクラシック          | G2    | サラブレッド北半球産4歳以上 サラブレッド南半球産3歳以上 | ダート1900m | 35万ドル  |
| UAE1000ギニー                   | L     | サラブレッド3歳牝馬                                     | ダート1600m | 15万ドル  |
| UAE2000ギニー                   | G3    | サラブレッド3歳                                         | ダート1600m | 15万ドル  |
| ジュメイラクラシックトライアル  | L     | サラブレッド3歳                                         | 芝1400m     | 15万ドル  |
| ファイアーブレイクステークス    | G3    | サラブレッド北半球産4歳以上 サラブレッド南半球産3歳以上 | ダート1600m | 15万ドル  |
| バランシーンステークス          | G2    | サラブレッド3歳上牝馬                                   | 芝1800m     | 18万ドル  |
| ザビールマイル                  | G2    | サラブレッド北半球産4歳以上 サラブレッド南半球産3歳以上 | 芝1600m     | 18万ドル  |
| ブルーポイントスプリント        | G2    | サラブレッド北半球産4歳以上 サラブレッド南半球産3歳以上 | 芝1000m     | 18万ドル  |
| ドバイミレニアムステークス      | G3    | サラブレッド北半球産4歳以上 サラブレッド南半球産3歳以上 | 芝2000m     | 15万ドル  |
| UAEオークス                     | G3    | サラブレッド3歳牝馬                                     | ダート1900m | 15万ドル  |
| ナドアルシバトロフィー          | G3    | サラブレッド北半球産4歳以上 サラブレッド南半球産3歳以上 | 芝2810m     | 20万ドル  |
| カーリンステークス              | L     | サラブレッド北半球産4歳以上 サラブレッド南半球産3歳以上 | ダート2000m | 10万ドル  |
| ジュメイラクラシック            | L     | サラブレッド3歳                                         | 芝1600m     | 15万ドル  |
| アルバスタキヤ                  | L     | サラブレッド北半球産4歳以上 サラブレッド南半球産3歳以上 | ダート1900m | 17万ドル  |
| マクトゥームチャレンジラウンド3 | G1 PA | 純血アラブ5歳以上                                       | ダート2000m | 7.5万ドル |
| ナドアルシバターフスプリント    | G3    | サラブレッド北半球産4歳以上 サラブレッド南半球産3歳以上 | 芝1200m     | 25万ドル  |
| マハーブアルシマール            | G3    | サラブレッド北半球産4歳以上 サラブレッド南半球産3歳以上 | ダート1200m | 25万ドル  |
| ドバイシティーオブゴールド      | G2    | サラブレッド北半球産4歳以上 サラブレッド南半球産3歳以上 | 芝2410m     | 25万ドル  |
| バージナハール                  | G3    | サラブレッド北半球産4歳以上 サラブレッド南半球産3歳以上 | ダート1600m | 25万ドル  |
| ジェベルハッタ                  | G1    | サラブレッド北半球産4歳以上 サラブレッド南半球産3歳以上 | 芝1800m     | 35万ドル  |
| マクトゥームチャレンジ          | G1    | サラブレッド北半球産4歳以上 サラブレッド南半球産3歳以上 | ダート1900m | 30万ドル  |